# Emme

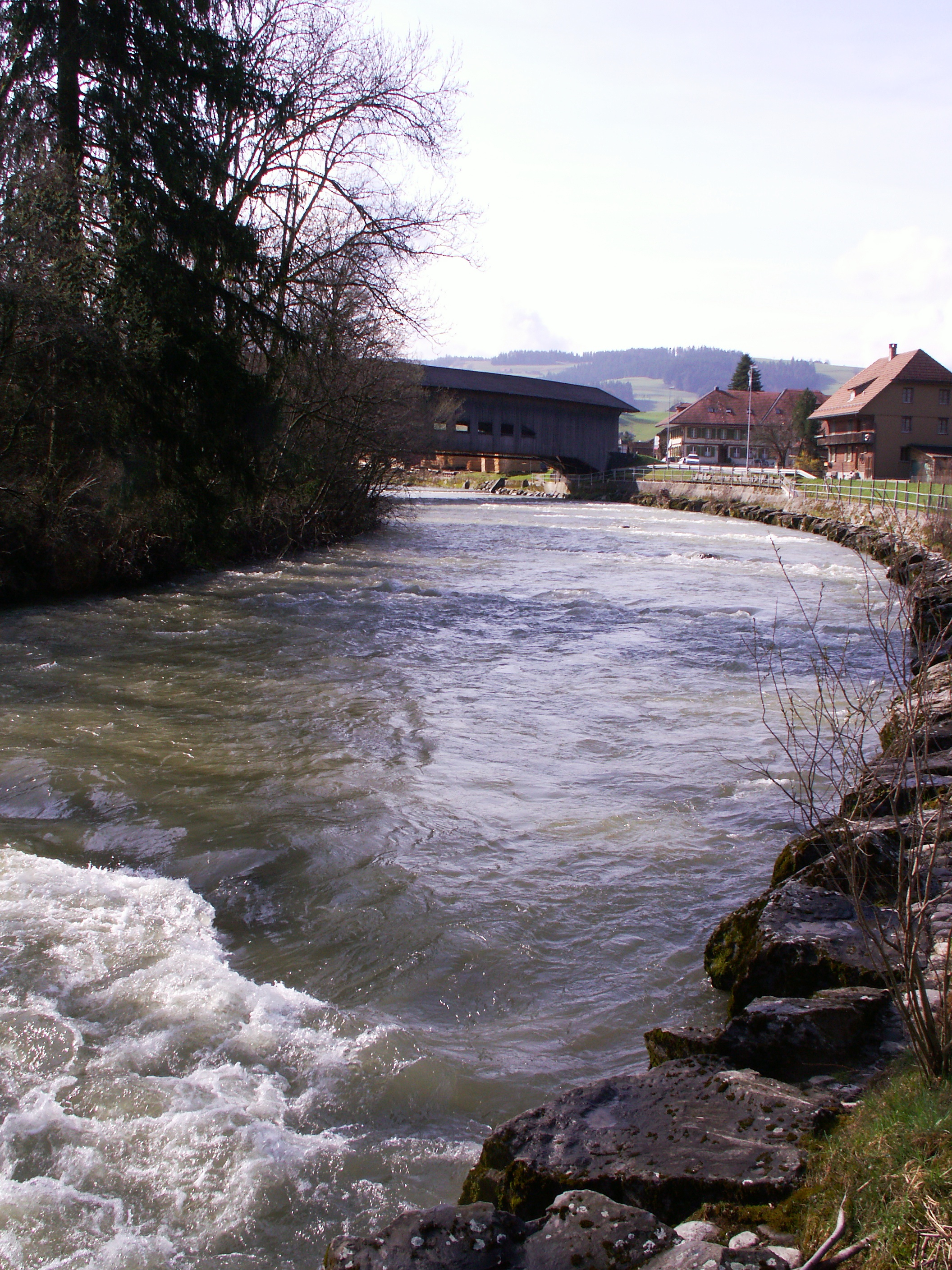
De Emme.

De Emme is een rivier in Zwitserland. De naam is afgeleid van het Gallisch-Keltische woord ambis (= rivier, vergelijk Latijn amnis).
De bron bevindt zich in het gebied van de Hohgant en Augstmatthorn van de Emmentaler Alpen in het kanton Bern. De 80 km lange Emme stroomt door het Emmendal en mondt net ten zuiden van Solothurn in de Aare. Het afwatergebied is 983 km². Het gemiddelde debiet is bij de monding in de Aare ongeveer 20 m³/s, het maximale debiet gaat tot 500 m³/s.
De Emme is berucht doordat bij onweer bij de beginloop van de rivier echte vloedstromen in het Emmendal kunnen ontstaan. Dit heeft ertoe geleid dat in de 19e eeuw de Emme sterk gekanaliseerd en van dammen voorzien werd.
De belangrijkste zijrivieren zijn de Ilfis, de Urtenen en de Limpach.
Zie ook: Lijst van Zwitserse rivieren.